# Galathea cymbulaerostris
Galathea cymbulaerostris is een tienpotigensoort uit de familie van de Galatheidae. De wetenschappelijke naam van de soort is voor het eerst geldig gepubliceerd in 1966 door Tirmizi.